# Ľubotín
Ľubotín es un municipio del distrito de Stará Ľubovňa en la región de Prešov, Eslovaquia, con una población estimada a final del año 2024 de 1308 habitantes.
Se encuentra ubicado al noroeste de la región, cerca del río Poprad (cuenca hidrográfica del río Vístula) y de la frontera con  Polonia.

## Demografía
| Año        | 1994 | 2004    | 2014    | 2024    |
| ---------- | ---- | ------- | ------- | ------- |
| Población  | 1286 | 1338    | 1362    | 1308    |
| Diferencia |      | +4,04 % | +1,79 % | −3,96 % |

| Año        | 2023 | 2024    |
| ---------- | ---- | ------- |
| Población  | 1315 | 1308    |
| Diferencia |      | −0,53 % |